# Ana Bertha Espín
Ana Bertha Espín (Tehuixtla, 13 de outubro de 1958) é uma atriz mexicana.

## Biografia
Ana Bertha Espín desde muito jovem já demostrava seus dotes artísticos, fato percebido na escola primária em que estudou na infância, chamada "Escuela Ignacio Zaragoza". Ela é filha do estadista morelense Arturo Espín e da Sra. Altagracia O. de Espín.
Na sua juventude Ana estudou na Faculdade de Filosofía e Letras da Universidade Nacional Autônoma do México (UNAM), também a licenciatura em Literatura Dramática e Teatro, na "Academia Andrés Soler".
Entre as telenovelas de maior destaque da carreira de Ana Bertha, estão:Tres mujeres em (1999), Amor real de (2003), e Rubi no ano de (2004), ela também vem atuando em várias séries ao longo dos anos como a séries Vecinos de (2005).
Ana se casou com o também ator Jaime Lozano, deste casamento nasceu seu único filhos chamado Jaime Arturo Lozano Espín, um jogardor de futebol mexicano, que atualmente joga no time do Cruz Azul do México.

## Telenovelas
- Golpe de suerte (2023-2024) ... Dora Roldan Vda. de Flores
- Eternamente amándonos (2023) ... Irma Ruvalcaba / vda. de Iturbide
- Mi fortuna es amarte (2021-2022) ... Teresa García Jiménez de Sevilla / de Robles
- ¿Te acuerdas de mí? (2021) .... Delia Castro / de Rendón
- La usurpadora (2019) .... Arcadia Rivas de Miranda
- Tres veces Ana (2016-2017) .... Remedios García
- Que te perdone Dios (2015) .... Constanza del Ángel Vda. de Flores
- Lo que la vida me robó (2013-2014) ... Rosario Domínguez
- La que no podía amar (2011-2012) … Rosaura Flores Nava de Carmona
- Soy tu dueña (2010) … Enriqueta Bermudes de Macotela
- Camaleones (2009) … Lupita Morán
- Las tontas no van al cielo (2008)… Gregoria Alcalde de Morales
- Código postal (2006-2007) … Jéssica Mendoza
- Rubi (2004) … Elisa Duarte
- Amor real (2003) … Prudencia Curiel vda. de Alonso
- Sin pecado concebido (2001) … Flor Hernández de Martorel
- Tres mujeres (1999) … Lucía Sánchez
- María Emilia, Querida (1999) … Yolanda González de Aguirre
- Rastros (1997)
- Leonela (1997)… Estela Mirabal de Ferrari
- Pueblo chico, infierno grande (1997)
- Canción de amor (1996) … Juana
- Morelia (1995) … Magdalena
- Más allá del puente (1993) … Senhora Resendiz
- Quinceañera (1987) … Estela
- Cuna de lobos (1986) … Mayra

## Séries
- Mujeres Asesinas 3 (2010) - Thelma, impaciente.
- Locas de amor (2009)
- Vecinos (2005) … Lorena
- Su alteza serenísima (2000)… Dolores Tosta
- Santitos (1999)… Soledad
- Luces de la noche (1998)
- Embrujo de rock (1998)
- Por si no te vuelvo a ver (1997)
- Una buena forma de morir (1994)
- Ya la hicimos (1994)
- Embrujo de rock (1995)

## Premios e nomeações

### Premios TVyNovelas
| Ano                     | Categoria                   | Programa/Telenovela        | Resultado |
| ----------------------- | --------------------------- | -------------------------- | --------- |
| Premios TVyNovelas 2009 | a melhor primeira atriz     | Las tontas no van al cielo | Nomeada   |
| Premios TVyNovelas 2007 | estrela femenina de comédia | Vecinos (série de TV)      | Nomeada   |
| Premios TVyNovelas 2004 | melhor atriz e co-estelar   | Amor real                  | Ganhadora |